# Liste der Stolpersteine in Moosburg an der Isar
Die Liste der Stolpersteine in Moosburg an der Isar enthält die Stolpersteine, die im Rahmen des gleichnamigen Kunstprojekts von Gunter Demnig in der oberbayrischen Stadt Moosburg an der Isar verlegt wurden.  Stolpersteine erinnern an das Schicksal der Menschen, die von den Nationalsozialisten ermordet, deportiert, vertrieben oder in den Suizid getrieben wurden. Sie liegen im Regelfall vor dem letzten selbstgewählten Wohnsitz des Opfers.

## Verlegte Stolpersteine
In Moosburg an der Isar wurden zwei Stolpersteine verlegt.
| Stolperstein | Inschrift | Verlegeort        | Name, Leben |
| ------------ | --- | ----------------- | --- |
|              | HIER WOHNTE HEINRICH HIERMEIER JG. 1907 VERHAFTET 1936 'HOCHVERRAT' 1936 ZUCHTHAUS STRAUBING ENTLASSEN 1938 1940 ZWANGSARBEIT ANTENBERG, OBERSALZBERG ERMORDET | Stadtgraben 30 ·  | Heinrich Hiermeier wurde am 21. April 1907 in Forstkastl geboren. Er arbeitete als Hilfsarbeiter und heiratete am 13. September 1929 Christiana Ellböck, die einen einjährigen Sohn in die Ehe mitbrachte. Das Paar bekam fünf Kinder, von denen jedoch drei im Säuglingsalter starben. Heinrich Hiermeier schloss sich 1931 der KPD an und war als Kassier für die Partei tätig. Aus politischen Gründen wurde er am 10. März 1933 verhaftet und blieb bis 3. Mai 1933 im Gefängnis von Moosburg eingesperrt. Aufgrund einer Denunziation wurde er am 31. Januar 1936 erneut verhaftet und am 23. Juni 1936 vom Oberlandesgericht München wegen Vorbereitung zum Hochverrat zu zwei Jahren und vier Monaten Haft verurteilt. Die Strafe verbüßte er im Zuchthaus Straubing, danach arbeitete er unter anderem bei der Stadtgemeinde Moosburg. Er kam ins Lager „Antenberg“ in der Gemeinde Obersalzberg im Berchtesgadener Land, wobei nicht geklärt ist, ob es sich um Zwangsarbeit oder freiwillige Arbeit handelte. Heinrich Hiermeier starb am 19. Februar 1940. In der Sterbematrikel steht: „abgestürzt vom Gerüst, Schädelbruch, innere Verblutung, Halswirbelbruch“. Der Familie wurde nicht gestattet, den Sarg zu öffnen. Seine Ehefrau heiratete nicht mehr, sie brachte die drei Kinder alleine durch den Krieg und die Nachkriegszeit. Sie hatte keinen Anspruch auf Wiedergutmachung, weil sein Tod als „Unfall“ bezeichnet worden war. Sie erhielt nur 7,20 Reichsmark als Entschädigung. |
|              | HIER WOHNTE ALOIS WEINER JG. 1872 ZWANGSARBEIT 1942 FLACHRÖSTE LOHHOF DEPORTIERT 1942 THERESIENSTADT BEFREIT                                                   | Auf dem Gries 4 · | Alois Weiner wurde am 6. Dezember 1872 in Labietin, damals Österreich-Ungarn, geboren. Sein Vater war der Landwirt und Kaufmann Albert Weiner. Im Jahr 1897 zog kam Alois Weiner nach Moosburg an der Isar und eröffnete das Textilgeschäft Gebrüder Weiner. Klara Brunner, geboren 1879 und aus München stammend wurde 1903 seine Frau, die Ehe blieb kinderlos. 1918 wurde er für zwei Jahre SPD-Mitglied. Weiner war der einzige Mensch in Moosburg, der als jüdisch galt. Nach der Machtergreifung der Nationalsozialisten wurde es sehr schwierig für Weiner, alle Kunden seines Geschäftes wurden fotografiert, eine Affäre wurde aufgedeckt, seine Geliebte gab den Nazis weitere Informationen und Klara Weiner war Christin, sie wurde der Rassenschande bezichtigt, das Paar ließ sich 1937 scheiden. Klara Weiner behielt das Geschäft, Alois Weiner zog nach München, er ließ sich 1942 sogar katholisch taufen, doch half auch dies nichts. Er wurde zur Zwangsarbeit verpflichtet und 1942 in das KZ Theresienstadt deportiert, wo er auf Grund einer Blutvergiftung behandelt wurde und als nicht transportfähig nicht in ein Vernichtungslager weitertransportiert wurde, obwohl er dafür vorgesehen war. Weiner gelang es das KZ zu überleben, auch weil er großzügig seine von Freunden und Verwandten geschickten Lebensmittelpakete mit anderen Häftlingen teilte. Nach seiner Befreiung 1945 kehre er nach Moosburg zurück, übernahm sein Geschäft und heiratete 1947 seine ehemalige Geliebte Maria Abel. Er engagierte sich politisch in Moosburg, war an der Gründung der Moosburger SPD beteiligt, gehörte dem Stadtrat und dem Kreistag an. Alois Weiner starb am 21. September 1953. |

## Verlegedatum
- 26. Oktober 2021[1]